# Cecilia Seghizzi
Cecilia Seghizzi (Gorizia, 5 de setembre de 1908 – Gorizia, 22 de novembre de 2019) fou una compositora, pintora i violinista italiana.

## Biografia
Va néixer a Gorizia, petita ciutat d'Itàlia a la frontera amb Eslovènia, al peu dels Alps, filla del compositor i mestre de capella Cesare Augusto Seghizzi (1873 - 1933), un dels compositors més apreciats de la cançó popular furlana. Després de l'exili al camp de refugiats de Wagna d'Estíria durant la primera guerra mundial, Cecilia va començar a estudiar el violí amb el professor Alfredo Lucarini i es va graduar amb honors del Conservatori Giuseppe Verdi de Milà. A la dècada del 1930 va alternar l'activitat de concert amb la docència a instituts de secundària i de música. Al mateix temps, va començar a dedicar-se a la composició, completant els seus estudis amb un diploma al conservatori Giuseppe Tartini de Trieste, sota la direcció de Vito Levi. Als anys cinquanta va fundar i dirigir el complex polifònic Gorizia, amb el qual va obtenir el primer premi al concurs polifònic nacional de Brescia. El reconeixement va ser seguit per una sèrie de concerts i enregistraments per a llocs importants tant italians com estrangers.
El 5 de setembre de 2018 va celebrar els seus 110 anys amb l'alcalde Rodolfo Ziberna i dos regidors, convertint-se així en un supercentenària italiana.
Va morir el 22 de novembre de 2019 a l'edat de 111 anys i 78 dies.

## Estil
El catàleg d'autor de Gorizia inclou més de 130 composicions, entre les quals destaquen les dedicades al cant coral. El seu estil, decididament conservador, en els moments més avançats està lligat al neoclassicisme, i no hi ha rastre de les novetats aportades per l'avantguarda musical des dels anys trenta.

## Composicions principals
- Sonata per a oboè i piano (1963)
- A la nit (per a flauta, soprano i piano, 1979)
- Concertino (per a vent i cordes, 1981)
- Divertimento (per a violí i piano, 1982)
- Valzerino (per a flauta i piano, 1984)